# Pollock Pines (Kalifornija)
Pollock Pines je naseljeno područje za statističke svrhe u američkoj saveznoj državi Kalifornija. Prema popisu stanovništva iz 2010. u njemu je živjelo 6.871 stanovnika.